# Batalla de Premuda
La batalla de Premuda va ser una acció naval realitzada pels MAS 15 i 21, comandats respectivament per Luigi Rizzo i Giuseppe Aonzo, que durant la matinada del 10 de juny de 1918, en plena Primera Guerra Mundial, van penetrar en secret enmig de les unitats d'una formació naval enemiga que es dirigia al canal d'Òtranto, i van enfonsar el cuirassat SMS Szent István.

## Antecedents
L'1 de març de 1918, l'almirall Miklós Horthy va prendre el comandament de l'armada austrohongaresa (k.u.k. Kriegsmarine) reemplaçant a l'almirall Maximiliano Njegovan. Amb el nomenament d'Horthy, fins i tot l'almirall italià Paolo Emilio Thaon di Revel va intuir la possibilitat que el nou comandant austrohongarès podria implementar una flota consolidada fora de la mar Adriàtica. Fins llavors, la barrera del canal d'Òtranto havia estat atacada dinou vegades, i en quatre d'aquest atacs va estar present l'almirall Horthy com a comandant del SMS Novara. Per tant, era molt probable que el nou comandant tingués la intenció de donar un senyal de canvi en la conducció de la guerra i era conegut per tothom que el canal d'Òtranto estava entre els seus plans.
Es van veure signes d'un nou atac imminent contra la barrera quan 14 avions amb el suport dels destructors SMS Dukla i SMS Uszok van fer un atac aeri al 9 de març, de manera que l'almirall Revel va ordenar de col·locar quatre submarins francesos al nord de Durrës i dos submarins italians (F10 i F14) davant de Pula a per a poder fer emboscades.

## La missió austrohongaresa
Les sospites no eren infundades; el comandament suprem de l'Imperi austrohongarès havia preparat una poderosa ofensiva en la qual va incloure l'ús de la major part de la flota.
El grup d'atac estava format per:
- la secció SMS Novara, SMS Helgoland, SMS Tatra, SMS Csepel i SMS Triglav, que tenien la missió d'atacar les forces que formaven la barrera del canal d'Òtranto.
- la secció SMS Admiral Spaun, SMS Saida i els torpediners 84, 92, 98 i 99', que havien de bombardejar les instal·lacions d'Òtranto.

El grup de suport estava format per unitats més grans acompanyades per torpediners i estava dividit de la següent manera:
- Viribus Unitis (capità Janko Vukovich de Podkapelski, i que era el comandant de la flota), SMS Balaton, SMS Orjen i els torpediners 86, 90, 96 i 97;
- SMS Prinz Eugen (capità Adolfo Schmidt), SMS Dukla, SMS Uszok i els torpediners 82, 89, 91 i 95;
- SMS Erzherzog Ferdinand Max, SMS Turul i els torpediners 50, 52, 56, 61 i 66;
- SMS Erzherzog Karl, SMS Huszar, SMS Pandur i els torpediners 57, 75 i 94;
- SMS Erzherzog Friederich, SMS Czikos, SMS Uszog, els torpediners 53, 58 i un Kaiman:
- SMS Tegetthoff (capità Enrico Pergler von Perglas), SMS Velebit, el torpediner 81 i tres Kaiman;
- SMS Szent István (capità Enrico Seitz) i els torpediners 76, 77, 78 i 80.

La seva missió consistia en que el grup d'atac estigués en les posicions assignades a les 07.30 h del dia 11 de juny, en espera de tenir contacte amb els vaixells italians. Es pensava que l'acció del grup d'atac induiria al comandament italià a fer sortir sortir els seus creuers cuirassats de Bríndisi i Vlorë per a perseguir la flota austrohongaresa, sent llavors envoltats per les principals unitats navals del grup de suport, amb l'ajuda d'una gran quantitat de submarins i d'avions.
El SMS Viribus Unitis i el SMS Prinz Eugen van arribar a la seva posició durant matinada l'11 de juny, a mig camí entre Bríndisi i Vlorë; els dos grups formats pel SMS Szent István i el SMS Tegetthoff, malgrat els problemes menors que va patir el Szent István i que els va fer retardar la marxa, també van arribar a les seves posicions assignades.

## L'acció dels MAS
Mentrestant, el 9 de juny, el MAS 15 (capità de corbeta Luigi Rizzo) i el MAS 21 (guardiamarina Giuseppe Aonzo) havien sortit d'Ancona per a una missió a l'Adriàtica central. A les 02:00 h del dia 10 de juny, els dos MAS es van col·locar entre Guiza i Banco di Selve a prop de l'illa de Premuda per assegurar la barrera amb torpedes i romandre en espera fins a l'alba per reunir-se amb els torpediners de suport 18 OS i 15 OS.
A les 03:15h, degut al retard acumulat provocat pels problemes del Szent István, les unitats austrohongareses van creuar la zona de patrulla dels dos MAS, que en aquell moment es dirigien cap a Lutorstrak, el punt de trobada amb els torpediners.

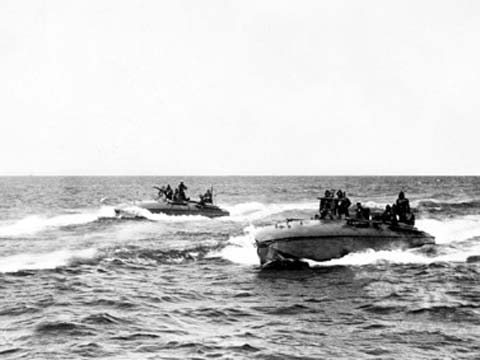
Motoscafo Armato Silurante (MAS)

Rizzo, en un intent de colpejar a un dels dos grans vaixells a la distància més curta possible, va maniobrar entre dos torpediners que protegien al SMS Szent István, va augmentar la velocitat a 12 nusos i va llançar els torpedes del MAS una distància d'uns 300 metres. Els dos torpedes van colpejar el vaixell, provocant altes columnes d'aigua i de fum. La reacció del torpediner 76 no va trigar a arribar, va marxar a la recerca del MAS d'en Rizzo i va obrir foc des d'una distància d'entre 100 i 150 metres. Rizzo va decidir llançar dues bombes antisubmarins, una de les quals va explotar i va fer que el torpediner abandonés l'atac.
El MAS 21 d'Aonzo van llançar seus torpedes contra l'altra unitat principals, el SMS Tegetthoff, des d'una distància d'entre 450 i 500 metres, però només un dels torpedes va colpejar la nau. Ell també va ser perseguit per un torpediner, però el va poder deixar enrere durant la seva fugida.

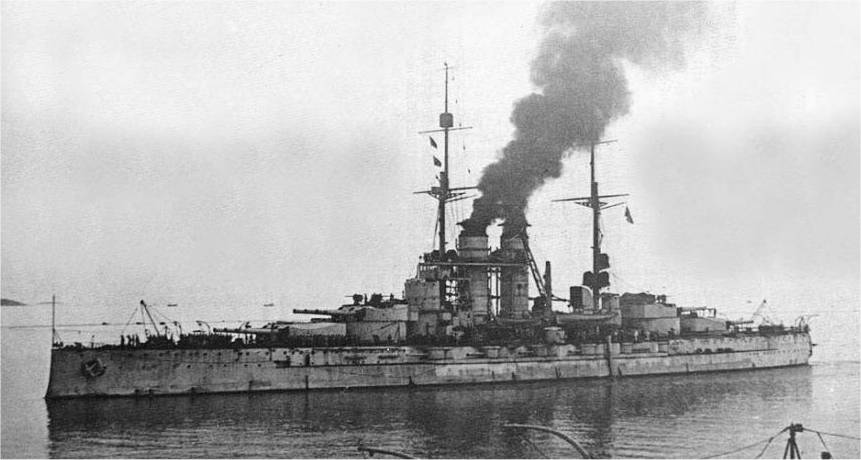
El cuirassat Szent István

El SMS Szent István va patir grans danys amb els torpedes del MAS 15; l'aigua va penetrar a les sales de màquines de proa i de popa, pel que van haver de parar les màquines. Cada quart d'hora, la inclinació del cuirassat augmentava al voltant d'1° i el SMS Tegetthoff va intentar diverses vegades remolcar al vaixell, però només va aconseguir passar el primer calabrot a les 05:45 h, quan el vaixell ja tenia 18° d'inclinació. En aquest moment la inclinació va patir un augment sobtat i la corda va haver de ser tallada. A les 06:00 h, el vaixell va començar a bolcar i es va enfonsar per complet. Hi va haver un mort i tres desapareguts entre els oficials i 13 morts 72 desapareguts i 29 ferits entre la tripulació.
A les 07:00 h, els dos MAS van arribar a Ancona i immediatament van partir dos hidroavions que van albirar algunes unitats de la classe Tatra a prop de l'illa Grossa i Promontore que es dirigien cap al sud.
A les 09:00 h, van sortir més avions per a fer un reconeixement i van confirmar l'absència de vaixells enemics. Els austrohongaresos, a causa de l'efecte sorpresa d'aquesta operació, van decidir tornar a les seves bases.anul·li l'efecte sorpresa en què es basava tota l'operació, va haver de tornar a les seves bases.
El SMS Tegetthoff va arribar a Pula a l'alba de l'11 de juny, i els grups SMS Viribus Unitis i SMS Prinz Eugen van aconseguir arribar al port a les 19:00 h.

## Conseqüències
El cop psicològic de Premuda va tenir importants repercussions en la moral de l'Imperi austrohongarès, de manera que en el curs restant de la guerra, la k.u.k. Kriegsmarine no va realitzar cap més operació naval, deixant els seus vaixells als ports. Amb aquesta acció, els torpedes de Rizzo van esdevenir un element sorpresa i va truncar la missió enemiga en la seva fase inicial, que finalment va obligar a la flota austrohongaresa a abandonar l'ambiciós projecte. L'acció de Premuda també va convèncer els aliats d'abandonar el tema de la creació dels comandaments navals en la Mediterrània, deixant el control total de l'Adriàtica a Itàlia.
Una demostració de la gran resultat del MAS va ser que el Comandant en Cap de la Grand Fleet, l'almirall David Beatty, va fer arribar a almirall Lorenzo Cusani, comandant de la flota italiana, el següent telegrama: «La Gran Flota estén la seva més sincera felicitació a la flota italiana per la meravellosa empresa van dur a terme amb tant valor i tanta audàcia contra l'enemic d'austrohongarès.»
En reconeixement de l'heroisme demostrat en l'acció, el capità Luigi Rizzo va ser guardonat amb la Croce di Cavaliere dell'Ordine Militare di Savoia (Creu de Cavaller l'Orde militar de Savoia) però, arran de la seva negativa pels seus ideals republicans, l'honor va ser commutada per una Medaglia d'oro al valor militare (medalla d'or al valor militar).
El 13 de març de 1939, l'armada italiana va decidir celebrar la seva festa el 10 de juny en memòria d'aquesta acció.